# Васильев, Дмитрий Борисович
Дмитрий Борисович Васильев (10 октября 1963, Москва — 2 августа 2025) — российский ветеринар-герпетолог, один из основоположников ветеринарной герпетологии в России, доктор ветеринарных наук, специалист по гельминтам и гельминтозам у рептилий, их профилактике и лечению в условиях зоопарков, трёхкратный лауреат премии «Золотой скальпель».

## Биография
Родился 10 октября 1963 года в Москве, в семье зоологов.
В 1980 году закончил 11-ю среднюю школу с биологическим уклоном и поступил на биологический факультет МГУ. Прервал учёбу на втором курсе и некоторое время работал санитаром в отделении гнойной хирургии Медицинского института имени Сеченова.
В 1984 году поступил на Биолого-химический факультет МГПИ, в 1989 году окончил его с отличием, к тому времени параллельно уже работая в Московском зоопарке.
В 1991 году Дмитрий Васильев стажировался в Болгарии, работая в серпентарии Высшего института зоотехники и ветеринарной медицины в городе Стара-Загора. В 1993 году прошёл стажировку по четырём кафедрам Московской ветеринарной академии имени Скрябина, в 1995 году стажировался в Швеции — в зоопарке стокгольмского музея Скансен.
В 1996—2000 годах обучался в аспирантуре Всероссийского НИИ Гельминтологии имени К. И. Скрябина, защитил диссертацию по тематике паразитарных болезней рептилий. Параллельно в 1997 году поступил на третий курс ветеринарного факультета Курской сельскохозяйственной академии, окончил академию с отличием в 1999 году, в это же время завершил монографию «Черепахи, содержание, болезни и лечение», изданную в 1999 и переизданную в 2008 году.
В 2005 году окончил и издал монографию «Ветеринарная герпетология: ящерицы». С 2006 года работал в ветеринарной клинике «Белый клык».
В 2007 году защитил докторскую диссертацию по специальности «Патология, онкология и морфология животных» на тему «Теоретические и методологические основы ветеринарной герпетологии».
В 2012—2016 годах — доцент и постоянный лектор на факультете ветеринарной медицины МГАВМиБ им. Скрябина, кафедра биологии и патологии мелких домашних, лабораторных и экзотических животных.
Д. Б. Васильев работал ведущим герпетологом Московского зоопарка, был членом Русского и Чикагского герпетологических обществ, членом ARAV (ассоциации ветеринаров, занимающихся рептилиями и амфибиями) с 1998 года и председателем секции «Болезни экзотических животных» Московского Международного ветеринарного конгресса.
18 мая 2023 года Дмитрий Борисович перенёс обширный инфаркт с остановкой сердца, повлекший тяжёлые последствия для здоровья. Умер в начале августа 2025 года.

## Награды
- 2001 — «Золотой скальпель» за монографию «Черепахи, содержание, болезни и лечение»,
- 2005 — «Золотой скальпель» в главной номинации «За научный вклад в развитие ветеринарной медицины»[4] с монографией «Ветеринарная герпетология: ящерицы»,
- 2007 — «Золотой скальпель» в номинации «Лектор года».